# Villaggio Potëmkin

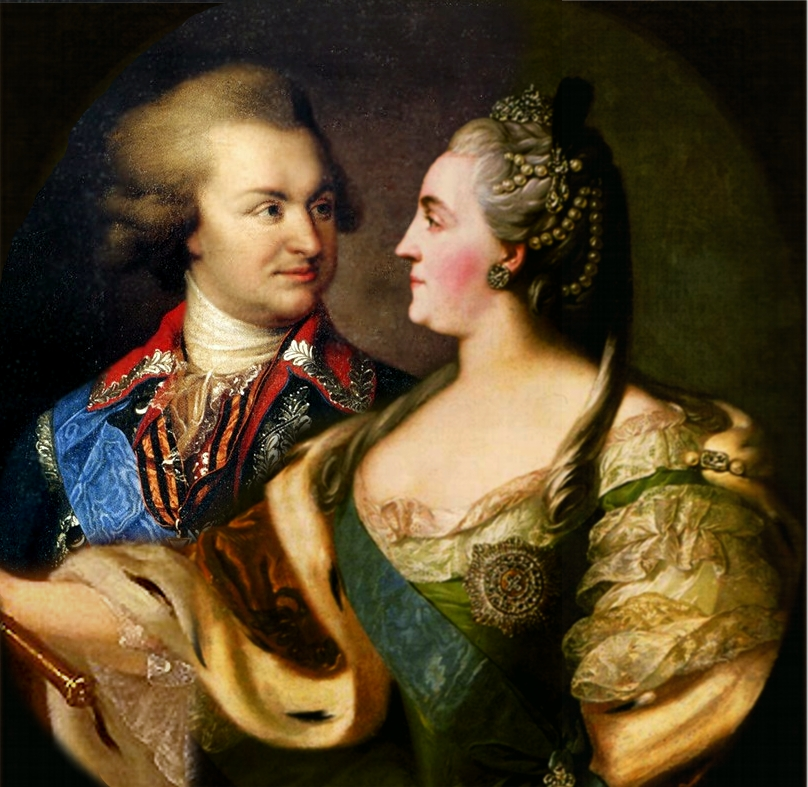
Secondo la leggenda, Potëmkin fece costruire dei finti villaggi di cartapesta per impressionare favorevolmente la zarina Caterina II

I villaggi Potëmkin sarebbero stati dei villaggi fittizi così chiamati dal principe Grigorij Aleksandrovič Potëmkin, che ne volle la creazione.

## Storia
Secondo il rapporto di un diplomatico, il principe li avrebbe fatti costruire lungo le rive del Dnepr, nei territori conquistati all'Impero ottomano, per impressionare Caterina II di Russia durante un viaggio in Crimea nel 1787: i villaggi erano di cartapesta e c'erano attori che si atteggiavano a falsi pastori fingendo di vivere una vita facile e felice. 
L'imperatrice fu stupita di vedere in questa regione anche un esercito ben organizzato e un'intera flotta a Sebastopoli. Nel suo viaggio Caterina II era accompagnata dai numerosi ambasciatori stranieri. Uno di questi diplomatici, l'ambasciatore Helbig, è considerato l'autore della leggenda. L'episodio è narrato infatti in un suo libro-pamphlet dal titolo "Potëmkin Tavrkiceskij". Il pamphlet fu pubblicato ad Amburgo ed ebbe una vasta diffusione nei Paesi Bassi e Gran Bretagna. 
Nel suo libro Helbig accusava Potemkin di aver sottratto il denaro ricevuto per la provincia e di aver organizzato la truffa per non farsi scoprire dall'imperatrice. In particolare avrebbe impiegato trucchi quali spostare gli stessi greggi di pecore lungo il percorso dell'imperatrice e di aver dipinto diversi mercantili da navi militari presentandoli come la flotta di Sebastopoli.
Esiste tuttavia una dettagliata relazione del conte Razumvskij che visitò la regione nel 1782, ovvero cinque anni prima del viaggio di Caterina II, documentando i risultati raggiunti. Numerosi altri resoconti furono scoperti in archivio dallo storico e docente russo Druznina, studioso delle leggende, a documentazione dei progressi ottenuti in Crimea lungo l'arco di decenni dal conte Potemkin. Ci sono ad esempio relazioni dettagliate che l'ambasciatore inglese Alan Gerbert inviò in patria.
Ad oggi l'unica fonte della cosiddetta leggenda dei villaggi di Potemkin rimane il pamphlet di Helbig, ragione per cui l'episodio è ritenuto una leggenda e un mito.
Secondo lo storico russo Pietro Romanov, Helbig non avrebbe partecipato al viaggio di Caterina II ma si sarebbe limitato a raccogliere l'aneddoto che girava a corte a San Pietroburgo. A testimonianza di ciò fu pubblicato da Romanov un documento d'archivio che indica la nomina ad ambasciatore di Helbig e il suo arrivo alla corte russa verso la fine del regno di Caterina II.

## Villaggi Potëmkin nel mondo
- Kijŏng-dong,  Corea del Nord